# Joseph Vonderau
Joseph Vonderau (* 2. April 1863 in Fulda; † 21. April 1951 ebenda) war ein deutscher Prähistorischer Archäologe, Fuldaer Lehrer, Heimatforscher und Nestor der hessischen Vor- und Frühgeschichtsforschung.

## Leben
Joseph Vonderau kam am 2. April 1863 als ältestes von 16 Kindern des Webermeisters und Färbers Damian Vonderau und seiner Ehefrau Auguste, geb. Bader in Fuldas Unterstadt, Königstraße 28, einem kleinen Häuschen zur Welt. Als Lehrer wurde er 1895 an die Domschule versetzt, an der er 43 Jahre lang, zuletzt als Rektor, tätig war. Zwischen 1900 und 1906 untersuchte Joseph Vonderau die prähistorischen Befestigungsanlagen an der Milseburg, wo er bei seinen Ausgrabungen zahlreiche Siedlungsspuren nachweisen konnte. Er entdeckte neben Lanzen- und Pfeilspitzen und anderen Gegenständen aus Eisen vor allem eine Unmenge an Keramikbruchstücken, so dass von einer langanhaltenden Besiedlung der Milseburg ausgegangen werden kann. Später hat Vonderau für die Siedlungs- und Baugeschichte Osthessens bedeutsame Grabungen am Dom zu Fulda und 1921–1922 an der Stiftskirche in Hersfeld durchgeführt. Von 1926 bis 1931 folgten die Ausgrabungen auf der Büraburg.
Zahlreiche Ehrungen wurden ihm zuteil. 1908 erhielt er den Professorentitel, 1923 die Ehrendoktorwürde, ein Jahr später die Fuldaer Ehrenbürgerschaft. Seit seinem 75. Geburtstag trägt das Fuldaer Regionalmuseum, das er seit 1897 aufgebaut hatte, den Namen Vonderau Museum, wo sich (wie auch Hessisches Landesmuseum Kassel) viele Funde seiner Ausgrabungen befinden. Im Jahr 1943 erhielt er die Goethe-Medaille für Kunst und Wissenschaft. Anlässlich seines 130. Geburtstages wurde Vonderau zu Ehren am Fuße der Milseburg eine Gedenktafel enthüllt.

## Familie
Josef Vonderau war verheiratet mit Josefine († 28. November 1914). Mit ihr hat er fünf Söhne und zwei Töchter. Ein Sohn stirbt im Alter von zwei Monaten, ein weiterer verstirbt 1910. Sohn Joseph fällt mit 22 Jahren im Ersten Weltkrieg 1914 in Frankreich. Sein Bruder Robert überlebt den Krieg nach einem Einsatz in Russland und arbeitet später als Deutschlehrer am Fuldaer Domgymnasium.

## Werke
- Die Ausgrabungen am Domplatz zu Fulda im Jahre 1941. Ein merowingischer Gutshof auf dem nachmaligen Klostergelände. Parzeller, Fulda 1946 (Digitalisat).